# كريزي تاكسي
كريزي تاكسي لعبة فيديو من نشر وتطوير سيجا واللعبة من نوع عالم مفتوح وسباق لقد صدرت اللعبة في 1999 على العاب اركيد وجيم كيوب وبلايستيشن 2 و بلايستيشن 3 واكس بوكس 360
كريزي تاكسي(بالإنجليزية: Crazy Taxi)‏لعبة من أنتاج سيجا وبرمجته هيت مايكر في عام 1999,واللعبة عبارة عن سائقين تاكسي متهورين يجب عليهم ايصال الزبائن إلى المكان المحدد باسرع وقت ممكن يمكنك ذهاب إلى أي مكان في المدينة, لعبة محببة عند الصغار والكبار وتنتشر بشكل كبير بين اللاعبين والعاشقين لهذه اللعبة الممتعة.

## روابط خارجية
- كريزي تاكسي على موقع IMDb (الإنجليزية)